# ヘーパイストス神殿

ヘーパイストス神殿またはヘーパイスティオン（英語: Temple of Hephaestus / Hephaisteion，ギリシア語: Ναός Ηφαίστου）はギリシャ アテネのパルテノン北麓にあるアテナイのアゴラ内にある神殿。日本語で長母音を省略してヘファイストス神殿、ヘファイステイオンと表記されることもある。
紀元前449年に建てられ始め、紀元前416年から415年頃に完成した。鍛冶屋や窯業者が集まる地区に建てられたため、炎と鍛冶の神とされたヘーパイストスを祀る神殿となった。なお、スキロス島で死んだテーセウスの遺骨を、キモンがアテナイに持ち帰ったことを記念してテーセウス神殿と呼ばれていたのではないかという説もある。
7世紀頃から1834年まで、神殿はギリシャ正教会の教会として用いられ聖ゲオルギオス聖堂と呼ばれていた。
建物の最も下の段が石灰岩でできているのを除けば、ほとんど全てがペンテリ（Penteli Mountain）産の大理石で造られた神殿は、南北13.708m 東西31.776m（または38.24m）の大きさで、短辺は6本の、長辺は13本（総数34本）の円柱で屋根を支えるドーリア式建築物である。メトープ（Metope）にはヘラクレスの難行とテーセウスの英雄伝が彫られている。

## 現地へのアクセス
- アテネ地下鉄 モナスティラキ駅 から西へ約500m（アテナイのアゴラ内）